# Wahlen in den Vereinigten Staaten 1964
Die Wahlen in den Vereinigten Staaten 1964 fanden am 3. November 1964 statt.
Gewählt wurden:
- der Präsident, siehe hierzu Präsidentschaftswahl in den Vereinigten Staaten 1964
- alle 435 Sitze im Repräsentantenhaus, siehe hierzu Wahl zum Repräsentantenhaus der Vereinigten Staaten 1964
- 35 der 100 Sitze im Senat, siehe Wahl zum Senat der Vereinigten Staaten 1964
- in einigen Staaten wurden die Gouverneursposten neu besetzt, siehe Gouverneurswahlen in den Vereinigten Staaten 1964
- viele Parlamente auf Ebene der Bundesstaaten
- sowie einige Legislativen auf Kommunalebene